# Juan Carlos Veronelli
Juan Carlos Veronelli (Buenos Aires, Argentina,18 de agosto de 1933 - 15 de diciembre de 2008)  fue un médico especializado en Cardiología, Salud Pública y Ciencias Políticas. Vinculado desde sus inicios con la Organización Panamericana de la Salud, fue Secretario de Salud Pública y Medio Ambiente durante el gobierno de Raúl Alfonsín, profesor Ad-honorem de la Facultad de Medicina de la UDELAR (Uruguay) y de la Universidad del Salvador (Argentina) y representante de la OPS/OMS en Uruguay. Es autor de varias obras referentes al planeamiento, la administración y la historia de la Salud Pública.

## Historia
Graduado con honores por la Facultad de Medicina de la Universidad de Buenos Aires en 1957, Juan Carlos Veronelli se especializó como médico Cardiólogo antes de comenzar su carrera en Salud Pública y Administración. Diplomado en Ciencias Políticas en el Instituto de Estudios Políticos de París, se compromete desde muy joven con la Organización Panamericana de la Salud. En 1983, tras el regreso de la democracia en Argentina, es llamado por Raúl Alfonsín para ocupar el puesto de Secretario de Salud Pública y Medio Ambiente en Buenos Aires, al que renunicará dos años después. Vuelve así a vincularse con la OPS/OMS, para terminar su carrera como representante de la OMS/PAHO en Uruguay. Colaboró en numerosas publciaciones y es a su vez autor de varias obras, la última y más conocida, Los orígenes institucionales de la Salud Pública en la Argentina (2004), hecha en colaboración con una de sus hijas, Magali Veronelli.